# Перейменування населених пунктів Криму

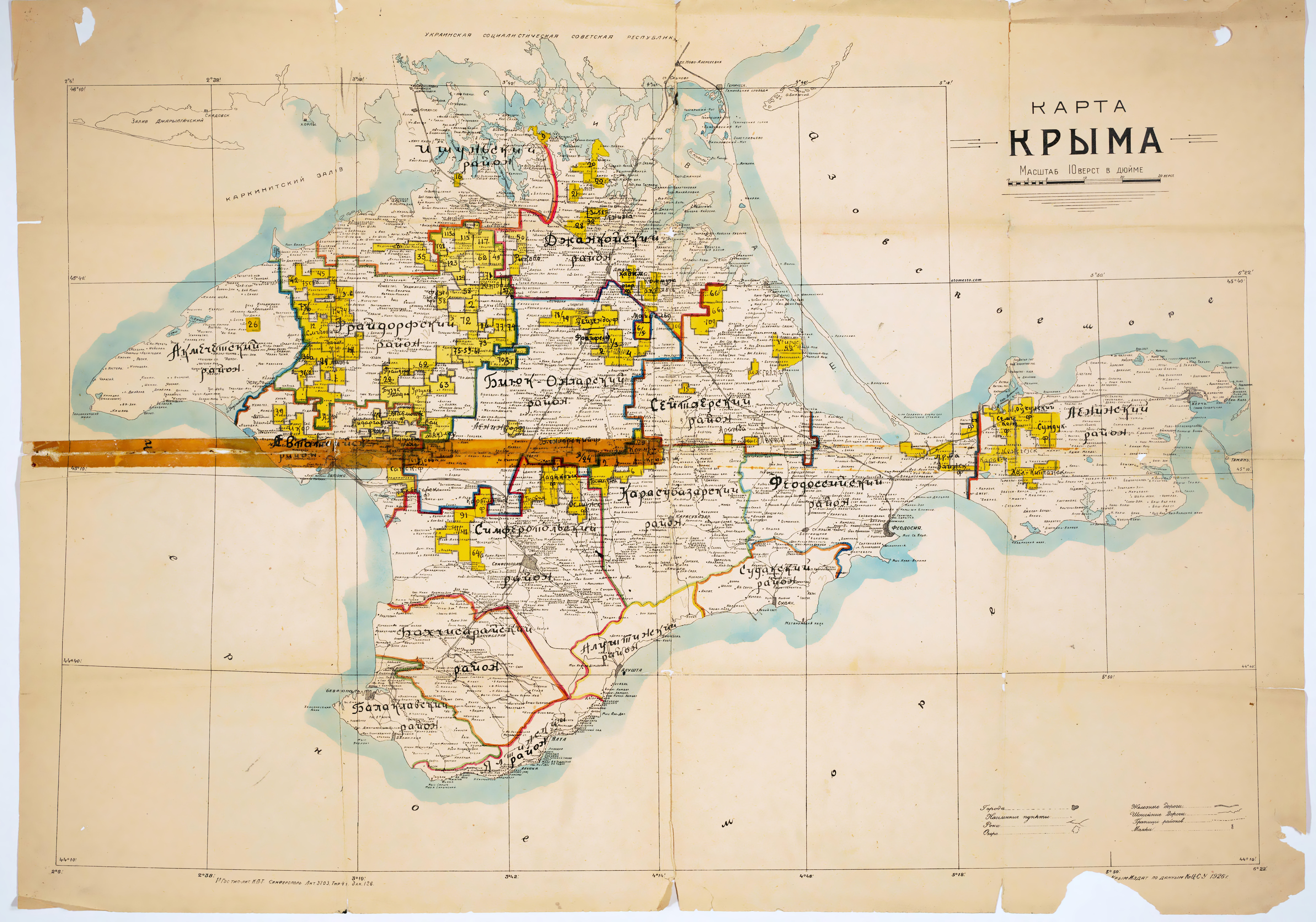
Карта Кримської АРСР, 1926 рік

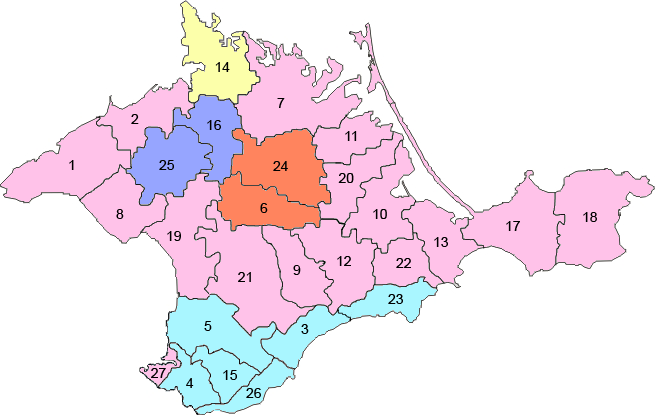
Адміністративний поділ Кримської АРСР з національним статусом районів (блакитний - кримськотатарські, рожевий — російські, синій — єврейські, червоний — німецькі, жовтий — українські):
1 Акмечитський (Ак-Мечетський) район, 2 Акшейхський (Ак-Шейхський) район, 3 Алуштинський район, 4 Балаклавський район, 5 Бахчисарайський район, 6 Буюк-Онларський район, 7 Джанкойський район, 8 Євпаторійський район, 9 Зуйський район, 10 Ічкинський район, 11 Калайський район, 12 Карасубазарський район, 13 Кіровський район (центр Іслям-Терек), 14 Красноперекопський район, 15 Куйбишевський район (центр Албат), 16 Лариндорфський район (центр Джурчі), 17 Ленінський район, 18 Маяк-Салинський район, 19 Сакський район, 20 Сеїтлерський район, 21 Сімферопольський район, 22 Старокримський район, 23 Судацький район, 24 Тельманський район (центр Курман-Кемельчи), 25 Фрайдорфський район, 26 Ялтинський район, 27 Севастополь.

Масове перейменування населених пунктів Криму відбувалося в процесі скасування Кримської АРСР і формування Кримської області, під час чотирьох хвиль перейменувань (в 1944, 1945, 1948, та 1949 роках). Перейменування відбувалися після депортації 1944 року кримських татар та інших неслов'янських народів, що мешкали в Криму. Старі назви мали переважно кримськотатарське походження, нові — російське. Внаслідок перейменувань нові назви отримали понад 1300 населених пунктів Криму (понад 90 % населених пунктів півострова). Велика частина сіл зникла в наступні десятиліття. Після 1990 року три населені пункти повернули історичні назви (Коктебель, Партеніт та Сарибаш).
Рішенням 1944 року було перейменовано райони та районні центри Криму, рішенням 1945 року — сільради та їхні центри, а в 1948 та 1949 роках — основну масу населених пунктів. В цьому списку зібрано лише населені пункти (тобто не вказано змінені назви районів та сільських рад). Населені пункти розділено за районами Кримської АРСР з їхніми назвами до початку перейменувань 1940-их років. Правопис старих назв українською узгоджено з тогочасними кримськотатарськими назвами, а не російськими. Назви кримськотатарською мовою написано згідно з сучасним правописом.
Перша хвиля перейменувань населених пунктів у Криму була здійснена відразу після захоплення Криму в 1783 році, тоді найбільші міста Криму отримали нові назви: 
- Акмесджит → Сімферополь → Ак-Мечеть → Сімферополь
- Ак'яр → Севастополь → Ахтіар → Севастополь
- Кафа → Феодосія
- Кезлев → Євпаторія
- Ескі-Кирим → Левкополь → Старий Крим[a]

В рамках декомунізації 2016 року Верховна Рада України прийняла постанову, згідно з якою 72 кримським топонімам було повернуто історичні назви. Початково було задумано, що постанову буде запроваджено після відновлення контролю України над Кримом, проте через початок російського вторгнення постанова почала діяти 7 вересня 2023. Таким чином, з точки зору українського законодавства визначені топоніми мають змінені назви.

## Ак-Мечетський район
1. Ак-Мечеть (крим. Aqmeçit) → Чорноморське
2. Аблак-Аджи (крим. Ablaq Acı) → Калинівка
3. Абузлар (крим. Abuzlar) → Високе
4. Абулгази (крим. Abulğazı) → Вільне
5. Ак-Баш (крим. Aq Baş) → В'ячеславівка
6. Ак-Коджа, Аккоджа (крим. Aqqoca) → Дозорне
7. Алдермеська Скеля → Сторожова
8. Атеш (крим. Ateş) → Кострівка
9. Ашаги-Кулчук, Нижній Кулчук (крим. Aşağı Qulçuq) → Тракторне
10. Баїм (крим. Bayım) → Тихе
11. Бай-Кият (крим. Bay Qıyat) → Володимирівка
12. Бел-Авуз (крим. Bel Avuz) → Пересип
13. Бел-Авуз-Кипчак (крим. Bel Avuz Qıpçaq) → Громове
14. Бузав (крим. Buzav) → Дідове
15. Бурун-Елі (крим. Burun Eli) → Рибне
16. Буюк-Калач (крим. Büyük Qalaç) → Калачі
17. Буюк-Костель, Великий Костель (крим. Büyük Köstel) → Великий Яр
18. Давул-Джар, Давулджар (крим. Davul Car) → Грозне
19. Деніз-Байчи (крим. Deñiz Bayçı) → Денисівка
20. Джага-Кулчук (крим. Cağa Qulçuq) → Лазурне
21. Джайлав (крим. Caylav) → Пасовищне
22. Джамал (крим. Camal) → Низівка
23. Джан-Баба (крим. Can Baba) → Мар'їне
24. Донузлав 1 (крим. Doñuzlav 1) → Красноярське
25. Донузлав 2 (крим. Doñuzlav 2) → Комишине
26. Дорт-Сакал (крим. Dört Saqal) → Ленське
27. Кара-Аджи (крим. Qara Acı) → Оленівка
28. Караба-Кудаш (крим. Qaraba Qudaş) → Яструбове
29. Карлав (крим. Qarlav) → Сніжне
30. Кармиш (крим. Qarmış) → Глибоке
31. Келечі (крим. Keleçi) → Карельське
32. Кел-Шейх (крим. Kel Şeyh) → Смушкове
33. Керлевут (крим. Kerlevüt) → Водопійне
34. Кизил-Чонрав (крим. Qızıl Çoñrav) → Красна Поляна
35. Кир-Кулач (крим. Qır Qulaç) → Успішне
36. Кир-Кулчук (крим. Qır Qulçuq) → Чистопілля
37. Кир-Чеґер-Аджи (крим. Qır Çeger Acı) → Каракулівка
38. Кишлав (крим. Qışlav) → Зимівка
39. Конрат (крим. Qoñrat) → Багратіонове
40. Кула-Шейх (крим. Qula Şeyh) → Скалисте
41. Кул-Джакин (крим. Qul Caqın) → Охотники
42. Кул-Садик (крим. Qul Sadıq) → Куликове
43. Кунан (крим. Qunan) → Красносільське
44. Курама-Костель (крим. Qurama Köstel) → Малишівка
45. Курман-Аджи (крим. Qurman Acı) → Ромашкине
46. Кучук-Костель, Малий Костель (крим. Küçük Köstel) → Малий Яр
47. Лаш-Кипчак (крим. Laş Qıpçaq) → Рибацьке
48. Муса-Алі (крим. Musa Ali) → Зайцеве
49. Немсе-Тана-Бай (крим. Nemse Tana Bay) → Найдьонове
50. Немсе-Чагалтай (крим. Nemse Çağaltay) → Сєверне
51. Ой-Елі (крим. Oy Eli) → Мілове
52. Ойрат (крим. Oyrat) → Морське
53. Отар (крим. Otar) → Ясне
54. Отуз (крим. Otuz) → Старосілля
55. Очертай (крим. Oçeretay) → Прибійне
56. Сабанчи (крим. Sabançı) → Кирилівка
57. Садир-Багай (крим. Sadır Bağay) → Хмельове
58. Сакав (крим. Saqav) → Морозове
59. Сачал (крим. Saçal) → Сичове
60. Табулди-Ас (крим. Tabuldı As) → Медведеве
61. Тарпанчи (крим. Tarpançı) → Окунівка
62. Татар-Карлав (крим. Tatar Qarlav) → Чайкине
63. Татар-Чагалтай (крим. Tatar Çağaltay) → Далеке
64. Татар-Чонгурчи (крим. Tatar Çoñğurçı) → Ярославка
65. Темеш-Ас (крим. Temeş As) → Солоне
66. Темеш-Караба (крим. Temeş Qaraba) → Макарівка
67. Тереклі-Асс (крим. Terekli Ass) → Озерівка
68. Тока (крим. Toqa) → Артемівка
69. Ток-Джол (крим. Toq Col) → Колодязне
70. Тувака (крим. Tuvaqa) → Рівне
71. Улан-Елі (крим. Ulan Eli) → Глібівка
72. Уч-Кую-Кирчак (крим. Üç Quyu Qıpçaq) → Майорове
73. Чеґелек (крим. Çegelek) → Кузнецьке
74. Чеґер-Аджи (крим. Çeger Acı) → Знам'янське
75. Чокрак (крим. Çoqraq) → Родники
76. Чонгурчи (крим. Çoñğurçı) → Задорне
77. Шамак (крим. Şamaq) → Баранівка
78. Яни-Чеґелек (крим. Yañı Çegelek) → Новокузнецьке
79. Ярилгач (крим. Yarılğaç) → Міжводне
80. Яшпек (крим. Yaşpek) → Внукове
81. населений пункт рибного промислу Ак-Сарай → Піщанка

## Ак-Шейхський район
1. Ак-Шейх (крим. Aqşeyh) → Роздольне
2. Аїп (крим. Ayıp) → Степове
3. Айгул (крим. Ayğul) → Міражне
4. Аксакал-Меркіт (крим. Aqsaqal Merkit) → Бахчівка
5. Атай-Темір, Атай Німецький (крим. Atay Temir) → Максимівка
6. Бай-Конди (крим. Bay Qondı) → Быкове
7. Бай-Оглу-Кипчак (крим. Bay Oğlu Qıpçaq) → Вогні
8. Бакал, Бакал-Тат (крим. Baqqal) → Славне
9. Бек-Котан (крим. Bek Qotan) → Присивашне
10. Бек-Котан-Конрат (крим. Bek Qotan Qoñrat) → Микулине
11. Беш-Піляв (крим. Beş Pilâv) → Варягине
12. Бій-Орлук (крим. Biy Örlük) → Орлівка
13. Бозук-Кую (крим. Bozuq Quyu) → Сінокісне
14. Буюк-Ас (крим. Büyük As) → Ласточкине
15. Бюйтен (крим. Büyten) → Котовське
16. Джайлав (крим. Caylav) → Горлиця
17. Ескі-Кизил-Бай (крим. Eski Qızıl Bay) → Кумове
18. Ілґері-Каспір (крим. İlgeri Qaspir), раніше Есен-Елі-Кас-Бору → Красне Утро
19. Казак-Баккал (крим. Qazaq Baqqal) → Державіне
20. Кара-Ата-Кият (крим. Qara Ata Qıyat) → Лапино
21. Караба-Кокуш (крим. Qaraba Köküş) → Кукушкіне
22. Кара-Меркіт (крим. Qara Merkit) → Каштанівка
23. Кара-Найман (крим. Qara Nayman) → Криловка
24. Карача-Орлук (крим. Qaraça Örlük) → Козлівка
25. Кармиш (крим. Qarmış) → Добринка
26. Карчига (крим. Qarçığa) → Рилєєвка
27. Кереїт (крим. Kereyit) → Комунарне
28. Киргиз-Казак (крим. Qırğız Qazaq) → Козаче
29. Кудаш (крим. Qudaş) → Зайцеве
30. Кул-Джанай (крим. Qul Canay) → Геройське
31. Кул-Сеїт (крим. Qul Seyit) → Тетянівка
32. Кучук-Абай (крим. Küçük Abay) → Романівка
33. Кучук-Ас (крим. Küçük As) → Кремневе
34. Леніндорф (нім. Lenindorf) → Дивне
35. Манай, Монай Німецький (крим. Manay) → Ковильне
36. Немсе-Коп-Кари (крим. Nemse Köp Qarı) → Руч'ї
37. Немсе-Огуз-Оглу (крим. Nemse Oğuz Oğlu) → Бабушкине
38. Немсе-Сари-Болат (крим. Nemse Sarı Bolat) → Нове
39. Огуз-Оглу (крим. Oğuz Oğlu) → Чернишове
40. Отар (крим. Otar) → Гусівка
41. Рус-Аманша (крим. Rus Amanşa) → Пограничне
42. Рус-Джаманак (крим. Rus Camanaq) → Золотий Колос
43. Рус-Коп-Кари (крим. Rus Köp Qarı) → Комишне
44. Садир (крим. Sadır) → Слов'янське
45. Сари-Болат (крим. Sarı Bolat) → Портове
46. Сари-Кипчак (крим. Sarı Qıpçaq) → Пучки
47. Сари-Кипчак (крим. Sarı Qıpçaq) і Яни-Кипчак, Новий Кипчак (крим. Yañı Qıpçaq) → Смольне
48. Сеймен (крим. Seymen) → Семенівка
49. Сирт-Джаманак (крим. Sırt Camanaq) → Маківка
50. Сирт-Каспір (крим. Sırt Qaspir) → Писарівка
51. Смаїл-Бай (крим. Smail Bay) → Волочаївка
52. Смидович → Березівка
53. Соцдорф, до 1930-их Тавкел-Найман (крим. Tavkel Nayman) → Бугри
54. Сталіндорф (нім. Stalindorf) → Нива
55. Татар-Акшейх (крим. Tatar Aqşeyh) → Червоне
56. Татар-Манай, Манай Татарський (крим. Tatar Manay) → Малютка
57. Татиш-Конрат (крим. Tatış Qoñrat) → Аврора
58. Таш-Кую (крим. Taş Quyu) → Городнє
59. Токмак (крим. Toqmaq) → Прохладне
60. Ток-Шейх (крим. Toq Şeyh) → Кропоткіне
61. Фрайлебен (нім. Freileben) → Тюльпани
62. Черкез (крим. Çerkez) → Вітрянка
63. Шейх-Елі (крим. Şeyh Eli) → Лебедєве
64. Юкари-Алтинджи-Меркіт, Алтинджа Верхня (крим. Yuqarı Altıncı Merkit) → Шестове
65. Юкари-Баккал (крим. Yuqarı Baqqal) → Стерегуще
66. Яни-Кизил-Бай, Новий Кизил-Бай (крим. Yañı Qızıl Bay) → Борисівка
67. Яни-Манай, Новий Манай (крим. Yañı Manay) → Молочне

## Алуштинський район
1. Буюк-Ламбат (крим. Büyük Lambat) → Малий Маяк
2. Демірджи (крим. Demirci) → Лучисте
3. Карабах (крим. Qarabağ) → Бондаренкове
4. Корбекуль, Корбекли (крим. Körbekül) → Ізобільне
5. Куру-Озен (крим. Quru Özen) → Сонячногірське
6. Кучук-Ламбат (крим. Küçük Lambat) → Кипарисне
7. Кучук-Озен (крим. Küçük Özen) → Малоріченське
8. Тирнак (крим. Tırnaq) → Професорський куточок
9. Тувак (крим. Tuvaq) → Рибаче
10. Улу-Озен (крим. Ulu Özen) → Генеральське
11. Ускут (крим. Üsküt) → Привітне
12. Шума, Верхня Шума (крим. Şuma, Yuqarı Şuma) → Кутузовка

## Балаклавський район
1. Ай-Тодор (крим. Ay Todor) → Гористе
2. Алсу (крим. Alsu) → Морозівка
3. Ашаги-Озенбаш, Нижній Озенбаш (крим. Aşağı Özenbaş) → Нижня Хворостянка
4. Бага (крим. Bağa) → Новобобрівське
5. Байдар (крим. Baydar) → Орлине
6. Бельбек (крим. Belbek) → Фруктове
7. Буюк-Мускомія (крим. Büyük Muskomiya) → Широке
8. Варнаутка → Гончарне
9. Верхній Озенбаш (крим. Yuqarı Özenbaş) → Верхня Хворостянка
10. Кадикой (крим. Qadıköy) → Пригородне
11. Календо (крим. Kalendo) → Підгірне
12. Камара (крим. Qamara) → Оборонне
13. Камишли, Ескі-Камишли (крим. Qamışlı, Eski Qamışlı) → Дальнє
14. Каран (крим. Qaran) → Флотське
15. Кучук-Мускомія (крим. Küçük Muskomiya) → Резервне
16. Саватка → Розсошанка
17. Сахтік (крим. Sahtik) → Павлівка
18. Скеле (крим. Skele) → Родниківське
19. Шулу, Старі Шули (крим. Şülü) → Тернівка
20. Узунджи (крим. Uzuncı) → Колхозне
21. Уппа (крим. Uppa) → Рідне
22. Уркуста (крим. Urkusta) → Передове
23. Чоргун (крим. Çorğun) → Чорноріченське
24. Хайто → Тилова
25. Яни-Шулі, Нові Шули (крим. Yañı Şüli) → Штурмове
26. населений пункт колгоспу «Червоний Прапор» → Ушакове

## Бахчисарайський район
1. Авджикой (крим. Avcıköy) → Охотниче
2. Аджи-Болат (крим. Acı Bolat) → Углове
3. Аджикой (крим. Acıköy) → Пироговка
4. Азек (крим. Azek) → Плодове
5. Азіз (крим. Aziz) → Задорожне
6. Актачи (крим. Aqtaçı) → Фурмановка
7. Ак-Чокрак (крим. Aq Çoqraq) → Білий Істочник
8. Алма-Кермен (крим. Alma Kermen) → Завітне
9. Алма-Кермен (крим. Alma Kermen) → Миронівка
10. Алма-Тамак (крим. Alma Tamaq) → Піщане
11. Алма-Тархан (крим. Alma Tarhan) → Красноармійське
12. Алмачик (крим. Almaçıq) → Яблокове
13. Арамкой (крим. Арамкой) → Новенька
14. Аранчи (крим. Arançı) → Суворове
15. Атчеут (крим. Atçeut) → Казанки
16. Базарчик (крим. Bazarçıq) → Поштове
17. Баккал-Су (крим. Bakkal Su) → Панфілівка
18. Балта-Чокрак (крим. Balta Çoqraq) → Альошино
19. Бі-Ел (крим. Biy El) → Дорожнє
20. Бія-Сала (крим. Biya Sala) → Верхоріччя
21. Бурлук (крим. Bürlük) → Віліне
22. Буюк-Яшлав (крим. Büyük Yaşlav) → Рєпіне
23. Ґолумбей (крим. Gölümbey) → Некрасовка
24. Джав-Джурек (крим. Cav Cürek) → Рівнопілля
25. Дуванкой (крим. Duvanköy) → Верхньо-Садове
26. Ескі-Елі (крим. Eski Eli) → Вишневе
27. Ескі-Юрт (крим. Eski Yurt) → Підгірне
28. Ефендікой (крим. Efendiköy) → Комсомольське
29. Казбі-Елі → Сонячне
30. Калимтай (крим. Qalımtay) → Тінисте
31. Кішине (крим. Kişine) → Табачне
32. Кобази (крим. Qobazı) → Малинівка
33. Коджук-Елі (крим. Qocuq Eli) → Шевченкове
34. Кочкар-Елі (крим. Qoçqar Eli) → Брянське
35. Кош-Деґірмен (крим. Qoş Degirmen) → Передущельне
36. Кувуш (крим. Quvuş) → Шовковичне
37. Кучук-Яшлав (крим. Küçük Yaşlav) → Вікторівка
38. Лакі (крим. Laki) → Горянка
39. Мамашай (крим. Mamaşay) → Орлівка
40. Махулдур (крим. Mahuldür) → Нагірне
41. Ойсункі (крим. Oysuñki) → Ростуче
42. Орта-Кесек (крим. Orta Kesek) → Свідерське
43. Отеш-Елі (крим. Öteş Eli) → Кочергіне
44. Пички (крим. Pıçqı) → Баштанівка
45. Рус-Аранкой (крим. Rus Aranköy) → Длінна
46. Сабла (крим. Sabla) → Партизанське
47. Сакав (крим. Saqav) → Заяче
48. Салачик (крим. Salaçıq) → Старосілля
49. Стіля (крим. Stilâ) → Лісникове
50. Суюр-Таш(крим. Süyür Taş) → Білокам'яне
51. Тав-Бадрак (крим. Tav Badraq) → Скалисте
52. Татаркой (крим. Tatarköy) → Машине
53. Татар-Осман (крим. Tatar Osman) → Зелене
54. Теберті (крим. Teberti) → Тургенєвка
55. Толе (крим. Töle) → Дачне
56. Топчикой (крим. Topçıköy) → Долинне
57. Улакли (крим. Ulaqlı) → Глибокий Яр
58. Урмек (крим. Ürmek) → Загірське
59. Федорівка Плодоводської сільради → Зубакіне
60. Ханишкой (крим. Hanışköy) → Відрадне
61. Черкез-Елі (крим. Çerkez Eli) → Балки
62. Чоткара (крим. Çotqara) → Красна Зоря (Бахчисарайський район)
63. Чоткара (крим. Çotqara) → Малодвірна
64. Шакул (крим. Şaqul) → Самохвалове
65. Шурі (крим. Şüri) → Кудрине
66. Яни-Бадрак, Новий Бодрак (крим. Yañı Badraq) → Трудолюбівка
67. безіменний хутір біля річки Алма → Устя
68. населений пункт на південний захід села Приятне свідання → Тополі
69. населений пункт окремого радгоспу ім. Поліни Осипенко → Полюшко
70. населений пункт радгоспу етеромаслових культур → Ароматне
71. населений пункт садиби радгоспу ім. Поліни Осипенко → Осипенко

## Буюк-Онларський район
1. Буюк-Онлар (крим. Büyük Onlar) → Октябрське
2. Аджи-Елі-Кипчак (крим. Acı Eli Qıpçaq) → Лермонтовка
3. Аджи-Кеч (крим. Acı Keç) → Харитонівка
4. Аджи-Мамбет (крим. Acı Mambet) → Баглікове
5. Ай-Тувган (крим. Ay Tuvğan) → Пологи
6. Акула (крим. Aqula) → Менделєєве
7. Ак'яр-Джийрен (крим. Aqyar Ciyren) → Котельникове
8. Алабаш-Конрат (крим. Alabaş Qoñrat) → Амурське
9. Ала-Тай (крим. Ala Tay) → Золоте
10. Ашаги-Беш-Аран (крим. Aşağı Beş Aran) → П'ятихлібне
11. Бай-Коґенлі (крим. Bay Kögenli) → Ломоносове
12. Бакшай (крим. Baqşay) → Народне
13. Беш-Уй-Іляк (крим. Beş Üy İlâq) → Стахановка
14. Бешуйлі (крим. Beşüyli) → П'ятихатка
15. Болатчи (крим. Bolatçı) → Пряме
16. Бораган (крим. Borağan) → Вавилове
17. Боранчи (крим. Borançı) → Підсобне
18. Боранчи-Китай (крим. Borançı Qıtay) → Широке
19. Буйтен (крим. Büyten) → Хлопкове
20. Джага-Мамиш (крим. Cağa Mamış) → Сухоріччя
21. Джага-Челебі (крим. Cağa Çelebi) → Разіно
22. Джага-Шейх-Елі (крим. Cağa Şeyh Eli) → Холмове
23. Джайчи (крим. Cayçı) → Підгірне
24. Джума-Аблам (крим. Cuma Ablam) → Трактове
25. Екі-Баш (крим. Eki Baş) → Велигіно
26. Ескі-Ітак, Старий Ітак (крим. Eski İtaq) → Ложбинне
27. Ілґері-Аблам (крим. İlgeri Ablam) → Симоненко
28. Казанчи (крим. Qazançı) → Дивне
29. Кир-Байлар (крим. Qır Baylar) → Ленінське
30. Кир-Байлар-Вакиф (крим. Qır Baylar Vaqıf) → Радужне
31. Киримчак (крим. Qırımçaq) → Орлівка
32. Кирмачи (крим. Qırmaçı) → Лазо
33. Китай (крим. Qıtay) → Калініне
34. Киябак (крим. Qıyabaq) → Криловка
35. Коґен-Джилга (крим. Kögen Cılğa) → Хмельницьке
36. Комзет (крим. Komzet) → Тургенєве
37. Костель (крим. Köstel) → Курганне
38. Мінлер (крим. Miñler) → Єльня
39. Молла-Елі (крим. Molla Eli) → Дібрівське
40. Озенбаш (крим. Özenbaş) → Тимошенко
41. Очка-Байлар (крим. Oçqa Baylar) → Звіздне
42. Разіне і Джан-Болди-Конрат (крим. Can Boldı Qoñrat) → Разіне
43. Рус-Буюк (крим. Rus Büyük) → Руське
44. Салгир-Кият (крим. Salğır Qıyat) → Річне
45. Табулди (крим. Tabuldı) → Найдьонівка
46. Тавук-Джамін (крим. Tavuq Camin) → Білокам'янка
47. Талій-Іляк (крим. Taliy İlâq) → Пушкарі
48. Татар-Ай-Тувган (крим. Tatar Ay Tuvğan) → Жуковське
49. Тіленчи (крим. Tilençi) → Докучаєве
50. Товмай (крим. Tovmay) → Зарічне
51. Узкасти (крим. Uzqastı) → Купріне
52. Чече (крим. Çeçe) → Цвіткове
53. Чилле (крим. Çille) → Мар'ївка
54. Чонрав (крим. Çoñrav) → Колодязне
55. Шибан (крим. Şiban) → Неглинка
56. Юзлер (крим. Yüzler) → Машине
57. Яни-Ітак, Новий Ітак (крим. Yañı İtaq) → Комарівка
58. Яни-Кипчак, Новий Кипчак (крим. Yañı Qıpçaq) → Чикаренко
59. Яни-Отарчик (крим. Yañı Otarçıq) → Слов'янка
60. Яни-Сала (крим. Yañı Sala) → Рогове
61. Яни-Тіленчи, Новий Тіленчи (крим. Yañı Tilençi) → Низове
62. колгосп "Нове Життя" → Краснівка
63. радгосп "Вібе" → Голикове

## Джанкойський район
1. Абакли-Тама (крим. Abaqlı Tama) → Лазурка
2. Авуз-Кирк (крим. Avuz Qırq) → Медведівка
3. Аджай-Кат (крим. Acay Qat) → Орденоносне
4. Ак-Таш (крим. Aq Taş) → Правдине
5. Акчора (крим. Aqçora) → Василівка
6. Алгази-Кипчак (крим. Alğazı Qıpçaq) → Лисьївка
7. Асс-Джаракчи (крим. Ass Caraqçı) → Рисакове
8. Бабатай (крим. Babatay) → Болотне
9. Бій-Сув-Куйче (крим. Biy Suv Küyçe) → Ярке Бий-Су-Ковче)
10. Бірінджи-Пусурман (крим. Birinci Pusurman) → Покоси
11. Богемка → Лобанове
12. Борлак-Тама (крим. Borlaq Tama) → Новокримське
13. Буюк-Алкали (крим. Büyük Alqalı) → Пушкіне
14. Буюк-Сунак (крим. Büyük Sunaq) → Чирки
15. Буюк-Яшлав (крим. Büyük Yaşlav) → Рєпіне
16. Джадра-Борлак (крим. Cadra Borlaq) → Жилине
17. Джадра-Шейх-Елі (крим. Cadra Şeyh Eli) → Ударне
18. Джанай (крим. Canay) → Боброве
19. Джан-Тувган (крим. Can Tuvğan) → Лебедине
20. Джарак (крим. Caraq) → Тутове
21. Джумаш-Кирк (крим. Cumaş Qırq) → Морозове
22. Джурґун (крим. Cürgün) → Мирнівка
23. Дурмен (крим. Dürmen) → Придорожнє
24. Екінджи-Пусурман (крим. Ekinci Pusurman) → Лугове
25. Ескі-Джан-Девлет (крим. Eski Can Devlet) → Запрудне
26. Ілк-Чокрак, Чокрак Перший (крим. İlk Çoqraq) → Істочне
27. Ірґіз (крим. İrgiz) → Звьоздочка
28. Кадіма (крим. Kadima) → Димівка
29. Камаджи (крим. Qamacı) → Зарічне
30. Камбар-Вакиф (крим. Qambar Vaqıf) → Перепілкине
31. Камкали (крим. Qamqalı) → Бережне
32. Караджа-Кат (крим. Qaraca Qat) → Мартыновка
33. Карач-Барач (крим. Qaraç Baraç) → Солонцеве
34. Келді-Бай (крим. Keldi Bay) → Корніївка
35. Кирк-Бел (крим. Qırq Bel) → Тургенєве
36. Кирк-Ішун (крим. Qırq İşün) → Володине
37. Кирк-Ішун (крим. Qırq İşün) → Цілинне
38. Коремез (крим. Köremez) → Армійське
39. Коянловський Кут → Полинна
40. Курт-Ічкі (крим. Qurt İçki) → Пробудження
41. Куртчум-Бочала (крим. Qurtçum Boçala) → Бахчеве
42. Кучук-Алкали (крим. Küçük Alqalı) → Завіт-Ленінський
43. Кучук-Сунак (крим. Küçük Sunaq) → Мілководне
44. Кучук-Тархан (крим. Küçük Tarhan) → Чайкине
45. Леккерт → Балашовка
46. Мамут (крим. Mamut) → Глинне
47. Мачетлі-Китай (крим. Meçetli Qıtay) → Стовпове
48. Месіт (крим. Mesit) → Саф'янівка
49. Моллалар (крим. Mollalar) → Суміжне
50. Ногайли-Кирк (крим. Noğaylı Qırq) → Низинне
51. Орак-Аджи (крим. Oraq Acı) → Мініне
52. Осман-Букеш (крим. Osman Bükeş) → Водне
53. Сеїт-Болат Новий (крим. Seyit Bolat) → Розкішне
54. Сеїт-Болат Старий (крим. Seyit Bolat) → Ремонтне
55. Султан-Бочала (крим. Sultan Boçala) → Кримка
56. Суран (крим. Suran) → Анатолівка
57. Суран-Барин (крим. Suran Barın) → Труженик
58. Тав-Бузар (крим. Tav Buzar) → Овочеве
59. Тазанай-Кірей (крим. Tazanay Kirey) → Бакланове
60. Тарханлар (крим. Tarhanlar) → Побєдне
61. Тархан-Сеїтлер (крим. Tarhan Seyitler) → Пламінне
62. Тархан-Сунак (крим. Tarhan Sunaq) → Островське
63. Татар-Барин (крим. Tatar Barın) → Озерки Таук)
64. Тен-Сув (крим. Teñ Suv) → Маслове
65. Тереклі-Ішун (крим. Terekli İşün) → Кречетове
66. Тобей (крим. Töbey) → Зернове
67. Тоганаш (крим. Toğanaş) → Солоне Озеро
68. Тогунчи (крим. Toğunçı) → Яструбці
69. Той-Тобе (крим. Toy Töbe) → Ковильне
70. Тотай (крим. Totay) → Єрмакове
71. Трещів → Артезіанка
72. Туп-Акчора (крим. Tüp Aqçora) → Мисове
73. Туп-Джанкой (крим. Tüp Canköy) → Передмістне
74. Туп-Тархан (крим. Tüp Tarhan) → Передове
75. Узун-Сакал (крим. Uzun Saqal) → Озерне
76. Чокрак (крим. Çoqraq) → Стрілкове
77. Чорелек (крим. Çörelek) → Стрілкове
78. Шейх-Елі (крим. Şeyh Eli) → Партизани
79. Шолом-Алейхем (крим. Şolom Aleyhem) → Колоски
80. Яни-Акчора (крим. Yañı Aqçora) → Чисте
81. Яни-Букеш (крим. Yañı Bükeş) → Обривне
82. Яни-Джанкой, Новий Джанкой (крим. Yañı Canköy) → Новостепове
83. Яни-Тоганаш (крим. Yañı Toğanaş) → Побєда
84. переселенська ділянка № 22 → Яснополянське
85. радгосп «Ішун» → Випасне
86. 28-а ділянка → Луганське

## Євпаторійський район
1. Аїрча (крим. Ayırça) → Вітине
2. Айса-Бай (крим. Aysa Bay) → Утреня Зоря
3. Алчин, Алчин-Фрайган (крим. Alçın) → Велике
4. Апан (крим. Apan) → П'ятихатка
5. Багай (крим. Bağay) → Суворовське
6. Болек-Аджи (крим. Bölek Acı) → Привольне
7. Джага-Мойнак (крим. Cağa Moynaq) → Піщанка
8. Джолчак (крим. Colçaq) → Комсомольське
9. Ікор, до 1923 Сокур-Кую (крим. Soqur Quyu) → Ромашкине
10. Кабач (крим. Qabaç) → Щеглівка
11. Кальки → Галкине
12. Кангил (крим. Qañğıl) → Глінка
13. Каралар (крим. Qaralar) → Чернушки
14. Каралар-Кипчак (крим. Qaralar Qıpçaq) → Білоглинка
15. Карп-Оглу, Карпули (крим. Qarp Oğlu) → Сніжне
16. Каяли-Кенеґез (крим. Qayalı Kenegez) → Мирне
17. Кизил-Габин → Привольне
18. Коґенеш (крим. Kögeneş) → Владне
19. Комзетівка, до 1927 Курувли-Кенеґез (крим. Quruvlı Kenegez) → Вересаєве
20. Кудайгул (крим. Qudayğul) → Воробйове
21. Курувли-Кипчак (крим. Quruvlı Qıpçaq) → Самсонове
22. Кучук-Орта-Мамай, Малий Орта-Мамай, Орта-Мамай № 5 (крим. Küçük Orta Mamay) → Тунельна
23. Кучук-Теґеш, Малий Теґеш, Теґеш № 1 (крим. Küçük Tegeş) → Нива
24. Мамбет-Елі (крим. Mambet Eli) → Зольна
25. Мамут-Бай (крим. Mamut Bay) → Фурманове
26. Мамут-Куй (крим. Mamut Quy) → Узлова
27. Мережине, до 1933 Малій (крим. Maliy) → Наташине
28. Найдорф → Шишкине
29. Немсе-Теґеш (крим. Nemse Tegeş), також радгосп «Первомайськ» → Глибоке
30. Ойбур (крим. Oybur) → Криловка
31. Ойбурчик (крим. Oyburçıq) → Буревісник
32. Онгут (крим. Oñğut) → Абрикосівка
33. Ораз (крим. Oraz) → Колоски
34. Орта-Мамай № 4 (крим. 4-nci Orta Mamay) → Жовтокам'янка
35. Орта-Мамай № 6 (крим. 6-ncı Orta Mamay) → Верхня
36. Отар, Отари (крим. Otar) → Веселівка
37. Отар-Мойнак (крим. Otar Moynaq) → Уютне
38. Рус-Маргалфе (крим. Rus Marğalfe) → Треньове
39. Рус-Ташке, Ташки Російські (крим. Rus Taşke) → Виборне
40. Сарча (крим. Sarıça) → Баштанівка
41. Татар-Маргалфе, Маргалфе Татарське (крим. Tatar Marğalfe) → Маяковська
42. Татар-Ташке (крим. Tatar Taşke) → Чеснокове
43. Тереклі-Конрат (крим. Terekli Qoñrat) → Молочне
44. Туп-Мамай (крим. Tüp Mamay) → Острівка
45. Чаян (крим. Çayan) → Запорізька
46. Шибан (крим. Şiban) → Побєдне
47. Яли-Мойнак (крим. Yalı Moynaq) → Заозерне
48. населений пункт підсобного господарства Всекоопінстрахкассоюзу → Ізвесткова
49. радгосп «Аджи-Байчи» (крим. Acı Bayçı) → Хуторок

## Зуйський район
1. Аргинчик (крим. Arğınçıq) → Уміле
2. Ашаги-Асма, Нижня Асма (крим. Aşağı Asma) → Курганне
3. Ашаги-Финдикли, Нижні Финдикли (крим. Aşağı Fındıqlı) → Нижні Орішники
4. Баксан (крим. Baqsan) → Міжгір'я
5. Барасхан (крим. Burashan), Карлівка → Мелова
6. Беш-Аран-Отар (крим. Beş Aran Otar) → Новожилівка
7. Беш-Терек (крим. Beş Terek) і Нова Мазанка → Нова Мазанка
8. Бій-Елі (крим. Biy Eli) → Горлинка
9. Бораган (крим. Borağan) → Охотниче
10. Бочала (крим. Boçala) → Ударне
11. Дерменджи (крим. Dermenci) → Спокійне
12. Джанкой (крим. Canköy) → Одинока
13. Ескі-Бурулча, Стара Бурулча (крим. Eski Burulça) → Долинівка
14. Кадикой (крим. Qadıköy) → Сухоріччя
15. Казан-Берлик → Котельна
16. Кайнавут (крим. Qaynavut) → Овражки
17. Калмук-Кари (крим. Qalmuq Qarı) → Дмитрове
18. Кая-Асти (крим. Qaya Astı) → Підгірне
19. Кен-Тогай (крим. Keñ Toğay) → Литвиненкове
20. Кернеуч, Беш-Терек (крим. Beş Terek) → Донська
21. Кизил-Мечит, Кизил-Мечеть (крим. Qızıl Meçit) → Красненька
22. Кирк (крим. Qırq) → Красний Крим
23. Конрат (крим. Qoñrat) → Пасічна
24. Нейзац, Кукурча (крим. Çuqurça) → Красногірське
25. Розенталь (нім. Rosentahl), Шабан-Оба (крим. Şaban Oba) → Ароматна
26. Тав-Даїр (крим. Tav Dayır) → Лісносілля
27. Тав-Кипчак (крим. Tav Qıpçaq) → Лісна
28. Тереклі-Шейх-Елі (крим. Terekli Şeyh Eli) → Мельнична
29. Тобенкой (крим. Töbenkӧy) → Українське
30. Токей-Елі (крим. Tökey Eli) → Фонтанка
31. Толбан (крим. Tolban) → Опушки
32. Туватай (крим. Tuvatay) → Скворцове
33. Хан-Токуз, Фриденталь (крим. Han Toquz) → Курортна
34. Шейхкой (крим. Şeyhköy) → Давидове
35. Юкари-Асма, Верхня Асма (крим. Yuqarı Asma) → Верхньокурганне
36. Юкари-Финдикли, Верхні Финдикли (крим. Yuqarı Fındıqlı) → Верхні Орішники
37. Яни-Бурулча, Нова Бурулча (крим. Yañı Burulça) → Цвіточне
38. Яни-Киримчак (крим. Yañı Qırımçaq) → Новий Крим

## Ічкинський район
1. Ічки (крим. İçki) → Совєтський
2. Ак-Кобек (крим. Aqköbek) → Шахтине
3. Аранда (крим. Aranda) → Пчільники
4. Бейс-Лехем (крим. Beys Lehem) → Хлібне
5. Белий-Кош (крим. Belıy Koş) → Білостадне
6. Бесіт (крим. Besit) → Єрмолаівка
7. Беш-Коджа (крим. Beş Qoca) → Шарівка
8. Борсанівка → Барсове
9. Гейрус (крим. Heyrus) → Дмитрівка
10. Джеппар-Юрт (крим. Ceppar Yurt) → Октябрське
11. Ексі-Керлевут (крим. Eski Kerlevüt) → Алмазне
12. Есенікі (крим. Eseniki) → Пушкіне
13. Ескі-Карабай (крим. Eski Qarabay) → Дятлівка
14. Казан-Пір (крим. Qazan Pir) → Глубинне
15. Кайнаш (крим. Qaynaş) → Краснофлотське
16. Капчук (крим. Qapçuq) → Корніївка
17. Карабай (крим. Qarabay) → Річне
18. Каранкі (крим. Qaranki) → Власівка
19. Карлівка → Невське
20. Келдіяр (крим. Keldiyar) → Люблине
21. Кир-Ічкі (крим. Qır İçki) → Семенове
22. Кирк (крим. Qırq) → Ровенка
23. Киянли (крим. Qıyanlı) → Іллічеве
24. Конрат (крим. Qoñrat) → Маківка
25. Кул-Чора (крим. Qul Çora) → Некрасовка
26. Мамат-Шакул (крим. Mamat Şaqul) → Маркове
27. Мамат-Шакул (крим. Mamat Şaqul) → Феодосійське
28. Ман-Мермен (крим. Mañ Kermen) → Лохівка
29. Мушай (крим. Muşay) → Сім'яне
30. Нариманівка → Обухівка
31. Некрасівка → Стара Некрасівка
32. Новий Цюрихталь → Красногвардійське
33. Окреч (крим. Ökreç) → Суворове
34. Рус-Ман-Кермен (крим. Rus Mañ Kermen) → Лазарівка
35. Рус-Мушай (крим. Rus Muşay) → Мар'ївка
36. Савурчи (крим. Savurçı) → Завітне
37. Сарона (крим. Sarona) → Тарасівка
38. Татар-Аблеш (крим. Tatar Ableş) → Лихове
39. Татар-Аблеш, Аблеш Татарський (крим. Tatar Ableş) → Лихово
40. Ток-Таба (крим. Toq Taba) → Лиманка
41. Уч-Кую (крим. Üç Quyu) → Восточне
42. Фернгейм (нім. Fernheim) → Урожайне
43. Чатмиш (крим. Çatmış) → Дмитрівка
44. Черкез-Тобай (крим. Çerkez Tobay) → Чапаєвка
45. Шейх-Манай (крим. Şeyh Manay) → Лебединка
46. Шолтак (крим. Şoltaq) → Надежда
47. Яни-Керлеут (крим. Yañı Kerleut) → Чорноземне
48. населений пункт на захід від села Совєтське → Заозерне
49. населений пункт радгоспу ім. 15 років ВЛКСМ → Коломенське
50. радгосп ім. Фрунзе → Фрунзе

## Калайський район
1. Калай (крим. Qalay) → Азовське
2. Авуз-Кенеґез (крим. Avuz Kenegez) → Новофедорівка
3. Аджи-Ахмат (крим. Acı Ahmat) → Табачне
4. Ак-Шейх (крим. Aqşeyh) → Новосільцеве
5. Алчин (крим. Alçın) → Муромка
6. Ашаги-Алач (крим. Aşağı Alaç) → Нижні Отрожки
7. Бай-Кончек (крим. Bay Könçek) → Октябр
8. Бай-Онлар (крим. Bay Onlar) → Рідне
9. Барин (крим. Barın) → Стальне
10. Барин Татарський (крим. Tatar Barın) → Озерки
11. Берекет (крим. Bereket) → Ближнє (Берекет)
12. Дженубій-Джанкой, Південний Джанкой (крим. Cenübiy Canköy) → Пєшкове
13. Дулат (крим. Dulat) → Зоркіне
14. Ермені-Барин, Барин Вірменський (крим. Ermeni Barın) → Артезіанське
15. Калай (крим. Qalay) → Клин
16. Караджа-Кат (крим. Qaraca Qat) → Видне
17. Карамін (крим. Qaramiñ) → Михайлівка
18. Кара-Тобел (крим. Qara Töbel) → Дружба
19. Кара-Тотанай (крим. Qara Totanay) → Польове
20. Кир-Аліке (крим. Qır Alike) → Слив'янка
21. Кул-Тамак (крим. Qul Tamaq) → Ніжинське
22. Майнфельд (нім. Meinfeld) → Майське
23. Макут (крим. Maqut) → Будьоновка
24. Малий-Кут (крим. Malıy Kut) → Толстове
25. Мангит (крим. Manğıt) → Коврове
26. Месіт (крим. Mesit) → Защитне
27. Михайлівка → Бородіно
28. Октябрдорф, до 1928 Карангит (крим. Qaranğıt) → Пшеничне
29. Орта-Джанкой, Середній Джанкой (крим. Orta Canköy) → Утине
30. Переселенська ділянка номер 66 → Широке
31. Південний Коцубе → Тихе
32. Розенфельд (нім. Rosenfeld) → Розівка
33. Сиртки-Аджи-Ахмат (крим. Sırtqı Acı Ahmat) → Хлібне
34. Тархан (крим. Tarhan) → Дворове
35. Татар-Бай-Кончек (крим. Tatar Bay Könçek) → Пирогове
36. Тереклі-Абаш (крим. Terekli Abaş) → Прозрачне
37. Тобен (крим. Töben) → Алейне
38. Тоганаш-Мін (крим. Toğanaş Miñ) → Великосілля
39. Тотанай (крим. Totanay) → Уютне
40. Туп-Абаш (крим. Tüp Abaş) → об'єднали з Калинівкою, яке згодом зникло
41. Туп-Кангил (крим. Tüp Qañğıl) → Крайнє
42. Туп-Кенеґез (крим. Tüp Kenegez) → Калинівка
43. Федорівка → Степанівка
44. Чуча, Чуча Німецька (крим. Çuça) → Межове
45. Шейхлер (нім. Scheichler) → Заливне (Шейхлер)
46. Шималій-Джанкой, Північний Джанкой (крим. Şimaliy Canköy) → Любимівка
47. Ширин Слов'янський (крим. Slavân Şirin) → Слов'янське
48. Юкари-Алач, Верхній Алач (крим. Yuqarı Alaç) → Верхні Отрожки
49. Яни-Ширин, Новий Ширин (крим. Yañı Şirin) → Просторне
50. Янцеве → Світле (Янцево)
51. 6-та переселенська ділянка → Ларине
52. переселенська ділянка номер 106, до 1920-их Баш-Киргиз (крим. Baş Qırğız) → Кунцеве
53. радгосп "Молода Гвардія" → Гостинне
54. хутір Касьяненко → Піски
55. хутір Меркулова → Лебедянка
56. хутір Трещова  → Глібове

## Карасубазарський район
1. Карасубазар (крим. Qarasuvbazar) → Білогірськ
2. Аджилар (крим. Acılar) → Солдатове
3. Азамат (крим. Azamat) → Малинівка
4. Аз-Берді-Вакиф (крим. Az Berdi Vaqıf) → Голуб'ївка
5. Айланма (крим. Aylanma) → Поворотне
6. Ак-Кая (крим. Aqqaya) → Біла Скеля
7. Алач (крим. Alaç) → Пестре
8. Аргин (крим. Arğın) → Балки
9. Аргинчик (крим. Arğınçıq) → Зибини
10. Багча-Елі (крим. Bağça Eli) → Багате
11. Барин (крим. Barın) → Турівка
12. Баши (крим. Başı) → Голованівка
13. Без-Байлан (крим. Bez Baylan) → Радісне
14. Бешуй (крим. Beşüy) → Чорносливка
15. Бій-Ел (крим. Biy El) → Дорожнє
16. Борус (крим. Börüs) → Надрічне
17. Бурчек (крим. Bürçek) → Кирпичне
18. Джавлуш-Карабай (крим. Cavluş Qarabay) → Миронівка
19. Джемрік (крим. Cemrik) → Кизилівка
20. Джеппар (крим. Ceppar) → Сєверне
21. Ефендікой (крим. Efendiköy) → Грушівка
22. Єні-Сала (крим. Yeñi Sala) → Красноселівка
23. Ішун (крим. İşün) → Дозорне
24. Кабурчак (крим. Qaburçaq) → Мічурінське
25. Кади-Елі (крим. Qadı Eli) → Яковлівка
26. Калмук-Кари (крим. Qalmuq Qarı) → Комишівка
27. Калпак (крим. Qalpaq) → Хлібне
28. Камишлик (крим. Qamışlıq) → Перелісся
29. Кангил (крим. Qañğıl) → Лугове
30. Кара-Оба (крим. Qara Oba) → Прудки
31. Карасубаши (крим. Qarasuv Başı) → Карасівка
32. Карачол (крим. Qaraçöl) → Чорнопілля
33. Катирша-Сарай (крим. Qatırşa Saray) → Лічебне
34. Кишлав (крим. Qışlav) → Вільхівка
35. Кокей (крим. Kökey) → Русаківка
36. Кокташ (крим. Köktaş) → Синьокам'янка
37. Копурлікой (крим. Köpürliköy) → Черемисівка
38. Куртлук (крим. Qurtluq) → Пчолине
39. Кучук-Бурундик (крим. Küçük Burundıq) → Муромське
40. Манай (крим. Manay) → Заріччя
41. Мелек (крим. Melek) → Некрасове
42. Мирзакой (крим. Mırzaköy) → Дивне
43. Молбай (крим. Molbay) → Свободне
44. Молла-Елі (крим. Molla Eli) → Піни
45. Муса-Бій (крим. Musa Biy) → Сусіднє
46. Мушаш (крим. Мушаш) → Вишенне
47. Найман (крим. Nayman) → Червоне
48. Орталан (крим. Ortalan) → Земляничне
49. Отар (крим. Otar) → Рідне
50. Рус-Аз-Берді, Азберди Російське (крим. Rus Az Berdi) → Длинне
51. Саргил (крим. Sarğıl) → Лучове
52. Сари-Сув (крим. Sarı Suv) → Новикове
53. Сартана (крим. Sartana) → Алексєєвка
54. Семен (крим. Semen) → Холмогір'я
55. Собак-Елі (крим. Sobaq Eli) → Зорька
56. Соллар (крим. Sollar) → Красна Слобода
57. Султан-Сарай (крим. Sultan Saray) → Ульяновка
58. Тайган (крим. Tayğan) → Озерне
59. Тайган (крим. Tayğan) → Южноозерне
60. Тайганстрой → Запрудне
61. Тана-Ґельді (крим. Tana Geldi) → Сінне
62. Татар-Кокей, Кокей Татарський (крим. Tatar Kökey) → Вернадівка
63. Таш-Кора (крим. Taş Qora) → Чорнокам'янка
64. Текіє (крим. Tekiye) → Мелехове
65. Тобен-Сарай (крим. Töben Saray) → Кривцове
66. Тогай (крим. Toğay) → Павлівка
67. Тогай-Вакиф (крим. Toğay Vaqıf) → Калинівка
68. Урус-Коджа (крим. Urus Qoca) → Руське
69. Уч-Коз (крим. Üç Köz) → Новокленове
70. Чермалик (крим. Çermalıq) → Хмелі
71. Чокрак (крим. Çoqraq) → Родники
72. Шавкал (крим. Şavqal) → Мельники
73. Шейх-Елі (крим. Şeyh Eli) → Козлівка
74. Яни-Джавлуш, Новий Джавлуш (крим. Yañı Cavluş) → Запілля
75. Яни-Сарай (крим. Yañı Saray) → Благодатне

## Кіровський район
1. Іслам-Терек (крим. İslâm Terek) → Кіровське
2. Аджи-Кал (крим. Acı Qal) → Знам'янка
3. Аппак (крим. Appaq) → Желанівка
4. Аппак-Джанкой (крим. Appaq Canköy) → Василькове
5. Багча-Елі (крим. Bağça Eli) → Ленінське
6. Бай-Буга (крим. Bay Buğa) → Ближнє
7. Байрач (крим. Bayraç) → приєднано до села Журавки
8. Барак (крим. Baraq) → Синицине
9. Буюк-Келечі (крим. Büyük Keleçi) → Мічуріне
10. Герценберґ, колонія (нім. Herzenberg) → Піонерське
11. Джамчи (крим. Camçı) → Токарєве
12. Джанкой (крим. Canköy) → Підгірне
13. Єрчи (крим. Yerçi) → Краснівка
14. Кизил-Терчек, Червоний Терчек (крим. Qızıl Terçek) → Ярке Поле
15. Кипчак (крим. Qıpçaq) → Дружня
16. Кирим-Шибан (крим. Qırım Şiban) → Холмогоркі
17. Кієт (крим. Kiyet) → Победне
18. Кобек (крим. Köbek) → Трудолюбовка
19. Кой-Асан (крим. Qoy Asan) → Фронтове
20. Кокей (крим. Kökey) → Острівне
21. Коп-Отуз (крим. Köp Otuz) → Білозерка
22. Коран-Елі (крим. Qoran Eli) → Берегове
23. Корпеч (крим. Körpeç) → Птичне
24. Курей-Баш (крим. Kürey Başı) → Виноградне
25. Кучук-Калечі (крим. Küçük Keleçi) → Привітне
26. Мамбет-Аджи (крим. Mambet Acı) → Лугове
27. Насіпкой (крим. Nasipköy) → Насипне
28. Ортай (крим. Ortay) → Фрунзево
29. Порпач (крим. Porpaç) → Ячмінне
30. Розальївка → Видне
31. Сеїт-Асан (крим. Seyit Asan) → Світла
32. Сеїт-Елі (крим. Seyit Eli) → Журавки
33. Сеткін (крим. Setkin) → Степне
34. Султан-Сала, Султанівка (крим. Sultan Sala) → Южне
35. Татар-Асан-Бай (крим. Tatar Asan Bay) → Ізобільне
36. Тулумчак (крим. Tulumçaq) → Сінна
37. Узак-Бай-Буга (крим. Uzaq Bay Buğa) → Бойове
38. Унгут (крим. Unğut) → Мучне
39. Чолпан (крим. Çolpan) → Звезда
40. Шейх-Елі (крим. Şeyh Eli) → Партизани
41. Шубине-Байкоджа, раніше Бай-Коджа (крим. Bay Qoca) → Шубине
42. Юнан-Асан-Бай (крим. Yunan Asan Bay) → Маківське
43. Яни-Басалак (крим. Yañı Basalaq) → Красносільське
44. населений пункт садиби радгоспу Арма-Елі (крим. Arma Eli) → Харченкове

## Красноперекопський район
1. Адій-Кийгач (крим. Adiy Qıyğaç) → Соболіве
2. Ас-Найман (крим. As Nayman) → Днестрівка
3. Асс (крим. Ass) → Пролетарка
4. Бай-Сари (крим. Bay Sarı) → Богачівка
5. Безщасне → Зелена Нива
6. Берді-Болат (крим. Berdi Bolat) → Привільне
7. Беш-Авул (крим. Beş Avul) → П'ятисілля
8. Бій-Болуш (крим. Biy Boluş) → Орлівське
9. Бозгана (крим. Bozğana) → Шатри
10. Бостерчи (крим. Bosterçi) → Уткіне
11. Буюк-Кият (крим. Büyük Qıyat) → Комишівка
12. Буюк-Мамчик (крим. Büyük Mamçıq) → Муравйове
13. Гормир-Дрошак → М'ясникове
14. Деде (крим. Dede) → Кураївка
15. Джелішай (крим. Celişay) → Сокіл
16. Ескі-Чуваш (крим. Eski Çuvaş) → Штурмове
17. Інґіз (крим. İngiz) → Ісходне
18. Казенна ділянка №3 → Карпова Балка
19. Каланчак (крим. Qalançaq) → Трактове
20. Кара-Джанай (крим. Qara Canay) → Самокиші
21. Карт-Казак Перший (крим. Birinci Qart Qazaq) → Заливне
22. Карт-Казак Третій (крим. Qart Qazaq) → Таврійське
23. Кирк (крим. Qırq) → Лиманка
24. Киш-Кара (крим. Qış Qara) → Курганне
25. Киш-Кара (крим. Qış Qara) → Курганне
26. Копійка і Малий Бем → П'ятирічка
27. Кула (крим. Qula) → Волошине
28. Магніт №2 → Полтавське
29. Немсе-Берді-Болат (крим. Nemse Berdi Bolat) → Березівка
30. Орта-Сарай (крим. Orta Saray) → Середнє
31. Султанаш (крим. Sultanaş) → Сватове
32. Тархан (крим. Tarhan) → Вишнівка
33. Татар-Кутуке (крим. Tatar Kütüke) → Златопіль
34. Тауб, раніше Кучук-Кият (крим. Küçük Qıyat) → Кріпке
35. Тихонівка і 4-а казенна ділянка → Тихонівка
36. Уржино → Смушкине
37. Уч-Джилга (крим. Üç Cılğa) → Суворове
38. Чалбаш (крим. Çalbaş) → Майорське
39. Чорум (крим. Çorum) → Міжозерне
40. Ялан-Туш (крим. Yalan Tuş) → Братське
41. Яни-Джелішай, Новий Джелішай (крим. Yañı Celişay) → Іллінка
42. Яни-Чуваш (крим. Yañı Çuvaş) → Новосільське
43. Яни-Ялан-Туш (крим. Yañı Yalan Tuş) → Козаче
44. ділянка №5 → Почетне
45. ділянка №9 → Танкове
46. колгосп "Красний Октябр" → Красний Октябр
47. колгосп ім. Будьоного → Чумакове

## Куйбишевський район
1. Аїрґул (крим. Ayırgül) → Сонячносілля
2. Албат (крим. Albat) → Куйбишеве
3. Буюк-Каралез (крим. Büyük Qaralez) → Красний Мак
4. Буюк-Озенбаш (крим. Büyük Özenbaş) → Щасливе
5. Буюк-Суйрен (крим. Büyük Süyren) → Танкове
6. Гавр (крим. Ğavr) → Відрадне
7. Керменчик (крим. Kermençik) → Високе
8. Коккоз (крим. Kökköz) → Соколине
9. Коклуз (крим. Kokluz) → Багата Ущелина
10. Кучук-Озенбаш (крим. Küçük Özenbaş) → Ключове
11. Маркур (крим. Marqur) → Поляна
12. Отаркой (крим. Otarköy) → Фронтове
13. Отарчик (крим. Otarçıq) → Новоульяновка
14. Татар-Осман (крим. Tatar Osman) → Зелене
15. Фоті-Сала (крим. Фоті-Сала) → Голубинка
16. Черкез-Кермен (крим. Çerkez Kermen) → Кріпке
17. Юкари-Каралез (крим. Yuqarı Qaralez) → Залісне
18. Янджу (крим. Yancu) → Путилівка
19. Яни-Сала (крим. Yañı Sala) → Новопілля

## Лариндорфський район
1. Лариндорф (нім. Larindorf), до 1920-их Сирт-Джайлав (крим. Sırt Caylav) → Крестянівка
2. Абакли (крим. Abaqlı) → Просянка
3. Айбар (крим. Aybar) → Войкове
4. Акмечит-Найман (крим. Aqmeçit Nayman) → Щедрине
5. Акчора, Ак-Чора (крим. Aqçora) → Гвардійське
6. Башбек (крим. Başbek) → Авроровка
7. Бієч-Найман (крим. Biyeç Nayman) → Столбци
8. Бозґоз-Китай (крим. Bozgöz Qıtay) → Спокійний
9. Бурчи (крим. Burçı) → Дальнє
10. Буюк-Бораш (крим. Büyük Boraş) → Холмисте
11. Буюк-Конрат (крим. Büyük Qoñrat) → Братське
12. Дер-Емес (їд. דער עמעס) → Правда
13. Джурчи (крим. Curçı) → Первомайське
14. Дурмен (крим. Dürmen) → Максимівка
15. Ілґері-Карак (крим. İlgeri Qaraq) → Горлівка
16. Кият (крим. Qıyat) → Островське
17. Кият-Орка (крим. Qıyat Orqa) → Упорне
18. Кірей (крим. Kirey) → Макарівка
19. Коґенлі-Кият (крим. Kögenli Qıyat) → Кропивне
20. Кончи-Шава (крим. Könçi Şava) → Краснодарка
21. Куллар-Кипчак (крим. Qullar Qıpçaq) → Красна Ровнина
22. Кутуке (крим. Kütüke) → Мельничне
23. Кучук-Китай (крим. Küçük Qıtay) → Решетникове
24. Леккерт → Снігурівка
25. Майфельд (нім. Maifeld) → Майське
26. Муній (крим. Muniy) → Степне
27. Найдорф → Бугристе
28. Найман (крим. Nayman) → Южне
29. Найндорф → Нова Деревня
30. Ой-Мамшак (крим. Oy Mamşaq) → Дмитрівка
31. Орджак-Джабу (крим. Orcaq Cabu) → Абрикосове
32. Орман-Аджи (крим. Orman Acı) → Калініне
33. Рус-Джалаїр (крим. Rus Calayır) → Західне
34. Сеїт-Болат  (крим. Seyit Bolat) → Стальне
35. Сирт-Карак-Чора (крим. Sırt Qaraq Çora) → Данилівка
36. Сталінштадт (крим. Stalinstadt) → Арбузове
37. Татар-Боз-Ґоз, Боз-Ґоз-Татарський (крим. Tatar Boz Göz) → Весенівка
38. Татар-Джалаїр (крим. Tatar Calayır) → Пархоменко
39. Тереклі-Китай (крим. Terekli Qıtay) → Рилєєве
40. Токулчак (крим. Toqulçaq) → Гришине
41. Тотман (крим. Totman) → Каштанівка
42. Учевлі-Орка (крим. Üçevli Orqa) → Пшеничне
43. Фрайдорф (крим. Freidorf) → Чернове
44. Шигай (крим. Şiğay) → Грибоєдово
45. Шиґім (крим. Şigim) → Матвіївка
46. Юдендорф (крим. Judendorf) → Октябрське
47. Япинджа (крим. Yapınca) → Випасне
48. Яхши-Бай (крим. Yahşı Bay) → Хорошеве
49. ділянка №123 → Левітанівка
50. ділянка №74 Люксембург → Оленівка
51. ділянка №75 → Будьоново
52. ділянка №86 → Баранівка
53. населений пункт біля кар'єру з розробки мушлевого каменю → Ракушечне

## Ленінський район
1. Аджи-Менде (крим. Acı Mende) → Федорівка
2. Адик (крим. Adıq) → Чернишевське
3. Аїп-Елі (крим. Ayıp Eli) → Лугове
4. Ак-Манай (крим. Aq Manay) → Кам'янське
5. Акташ (крим. Aqtaş) → Білокам'янка
6. Алі-Бай (крим. Ali Bay) → Уварове
7. Алібай (крим. Alibay) → Землянки
8. Арабат (крим. Arabat) → Рибацьке
9. Аргин-Тоберчик (крим. Arğın Töbeçik) → Романове
10. Арма-Елі (крим. Arma Eli) → Батальне
11. Астабан (крим. Astaban) → Чапаєве
12. Атан-Алчин (крим. Atan Alçın) → Дальня
13. Бабик (крим. Babıq) → Плодородне
14. Баш-Киргиз (крим. Baş Qırğız) → Ярке
15. Буюк-Арпач (крим. Büyük Arpaç) → Гавриленкове
16. Войковштадт → Кірове
17. Джав-Тобе (крим. Cav Töbe) → Вулканівка
18. Джага-Седжевут (крим. Cağa Secevüt) → Южне
19. Джан-Тору (крим. Can Toru) → Львове
20. Джеппар-Берді (крим. Ceppar Berdi) → Безводне
21. Джермай-Кашик (крим. Cermay Qaşıq) → Слюсареве
22. Ілґері-Кипчак (крим. İlgeri Qıpçaq) → Сінокісне
23. Ілґері-Коджанки (крим. İlgeri Qocañki) → Степний
24. Казантип (крим. Qazan Tip) → Мисове
25. Казан-Тіп-Коса (крим. Qazan Tip Kosa) → Рибне
26. Кара-Кую (крим. Qara Quyu) → Іллічеве
27. Карангит (крим. Qaranğıt) → Чорноморське
28. Кара-Седжевут (крим. Qara Secevut) → Сазонівка
29. Карач (крим. Qaraç) → Куйбишеве
30. Кари (крим. Qarı) → Восточне
31. Карсан (крим. Qarsan) → Краснофлотське
32. Каяли-Сарт (крим. Qayalı Sart) → Високе
33. Керлевут, Сабіке та Нафтопром → Мошкарьове
34. Кият (крим. Qıyat) → Бранне Поле
35. Кітен (крим. Kiten) → Семенівка
36. Коджалар (крим. Qocalar) → Корольове
37. Кол-Алчин (крим. Köl Alçın) → Зайчинське
38. Конрат (крим. Qoñrat) → Краснівка
39. Коп-Кенеґез (крим. Köp Kenegez) → Красногірка
40. Коп-Кипчак (крим. Köp Qıpçaq) → Войкове
41. Корпе (крим. Körpe) → Калинівка
42. Кошай (крим. Qoşay) → Андреєве
43. Красний Кут → Заводське
44. Мавлуш (крим. Mavluş) → Карасівка
45. Мамат (крим. Mamat) → Селезнівка
46. Мангит (крим. Manğıt) → Улянове
47. Мескечи (крим. Meskeçi) → Пісочне
48. Мінарелі-Шибан (крим. Minareli Şiban) → Єрофєєве
49. Насир (крим. Nasır) → Набережне
50. Обекчи-Карса (крим. Öbekçi Qarsa) → Низове
51. Огуз-Тобе (крим. Oğuz Töbe) → Красноармійське
52. Ойсул (крим. Oysul) → Комишинка
53. Ойсул (крим. Oysul) → Останіне
54. Сарилар (крим. Sarılar) → Білобродське
55. Тайгуч (крим. Tayğuç) → Дорошенкове
56. Татар-Ескі-Казан (крим. Tatar Eski Qazan) → Афанасьєве
57. Татар-Коджалар (крим. Tatar Qocalar) → Долинна
58. Татар-Чукул (крим. Tatar Çuqul) → Сергієве
59. Таш-Алчин (крим. Taş Alçın) → Краснопілля
60. Ташли-Яр (крим. Taşlı Yar) → Зелений Яр
61. Узун-Аяк (крим. Uzun Ayaq) → Широке
62. Харджи-Біє (крим. Harcı Biye) → Сторожеве
63. Чал-Темір (крим. Çal Temir) → Журавлівка
64. Чеґірчи (крим. Çegirçi) → Плавні
65. Чукул (крим. Çuqul) → Виноградне
66. населений пункт біля станції Ак-Манай → Петрове
67. населений пункт Сільпрому → Соляне

## Маяк-Салинський район
1. Маяк-Салин (крим. Mayaq Salın) → Приморське
2. Аджи-Бай (крим. Acı Bay) → Нововідрадне
3. Аджи-Елі (крим. Acı Eli) → Державіне
4. Аджи-Мушкай (крим. Acı Muşqay) → Партизани
5. Айман-Кую (крим. Ayman Quyu) → Реп'ївка
6. Аккоз (крим. Aqköz) → Черняково
7. Аскар-Беш-Кую (крим. Asqar Beş Quyu) → Фадєєве
8. Бакси (крим. Baqsı) → Глазівка
9. Баш-Авул (крим. Baş Avul) → Голубе
10. Бікеч (крим. Bikeç) → Тамарине
11. Булганак (крим. Bulğanaq) → Бондаренкове
12. Буюк-Бабчик (крим. Büyük Babçıq) → Пам'ятне
13. Джайлав (крим. Caylav) → Мирошникове
14. Джанкой (крим. Canköy) → Кам'янка
15. Джер-Джава (крим. Cer Cava) → Восход
16. Джилкиджи-Елі (крим. Cılqıcı Eli) → Пташкине
17. Ел-Тійґен (крим. El Tiygen) → Героєвське
18. Єні-Кале (крим. Yeñi Qale) → Сіпягине
19. Заморськ → Верхньозаморське
20. Камиш-Бурун (крим. Qamış Burun) → Аршинцеве
21. Карав (крим. Qarav) → Пащенкове
22. Карама (крим. Qarama) → Орлівка
23. Кез (крим. Kez) → Красна Поляна
24. Кидирлез (крим. Qıdırlez) → Войкове
25. Киз-Авул (крим. Qız Avul) → Яковенкове
26. Кончек (крим. Könçek) → Тригірна
27. Коп-Такил (крим. Köp Taqıl) → Коренкове
28. Кош-Кую (крим. Qoş Quyu) → Тасунове
29. Кучук-Бабчик (крим. Küçük Babçıq) → Окопна
30. Мама Руська → Курортне
31. Марієнталь (нім. Marientahl), до сер. 19 ст. Аккоз (крим. Aqköz) → Горностаївка
32. Маяк-Салин (крим. Mayaq Salın) → Приморське
33. Немсе-Беш-Тарим (крим. Nemse Beş Tarım) → Кутікове
34. Опук (крим. Opuk) → Світлячки
35. Орта-Елі (крим. Orta Eli) → Огоньки
36. Палапан (крим. Palapan) → Бєлінське
37. Сандик-Кую (крим. Sandıq Quyu) → Новикове
38. Сарай-Мін (крим. Saray Miñ) → Сокільське
39. Суїн-Елі (крим. Suin Eli) → Борисівка
40. Татар-Чурубаш (крим. Tatar Çürübaş) → Городнє
41. Ташлияр → Станційне
42. Тобечик (крим. Töbeçik) → Челябінцеве
43. Узунлар (крим. Uzunlar) → Просторне
44. Чеґене (крим. Çegene) → Золоте
45. Чолачик (крим. Çolaçıq) → Старожилове
46. Чонґелек (крим. Çöñgelek) → Костиріне
47. Чорелек (крим. Çörelek) → Стрілкове
48. Чукур-Кояш (крим. Çuqur Qoyaş) → Тарасівка
49. Чурубаш (крим. Çürübaş) → Приозерне
50. Шейх-Асан (крим. Şeyh Asan) → В'язникове
51. Юкари-Кочеґен, Верхній Кочеґен (крим. Yuqarı Köçegen) → Високе
52. Юргаків Кут → Юркине
53. Яниш-Такил (крим. Yanış Taqıl) → Завітне
54. населений пункт біля станції Дуранде → Причальне
55. населений пункт підрядного господарства райхарчкомбінату → Прудникове
56. населений пункт рибного промислу → Нижньозаморське
57. населений пункт сільгоспу "Сакко і Ванцетті" → Єгорове

## Сакський район
1. Абузлар (крим. Abuzlar) → Водопійне
2. Авел (крим. Avel) → Кримське
3. Аїш (крим. Ayış) → Вільне
4. Айдар-Гази (крим. Aydar Ğazı) → Орлянка
5. Аккоз (крим. Aqköz) → Білоглазове
6. Алач (крим. Alaç) → Суходольне
7. Алі-Бай (крим. Ali Bay) → Воронова
8. Арап (крим. Arap) → Костянтинове
9. Ашаги-Джамін (крим. Aşağı Camin) → Горьківське
10. Бай-Ґелді (крим. Bay Geldi) → Трудове
11. Башмак (крим. Başmaq) → Рунне
12. Бешуй-Елі (крим. Beşüy Eli) → Вершинне
13. Багайли (крим. Bağaylı), населений пункт радгоспу імені Фрунзе → Приозерне
14. Булганак (крим. Bulğanaq) → Кольчугине
15. Буюк-Актачи (крим. Büyük Aqtaçı) → Гаршине
16. Буюк-Бораш (крим. Büyük Boraş) → Безлісне
17. Буюк-Ток-Саба (крим. Büyük Toq Saba) → Надеждине
18. Войно-Ново (есп. Vojo Nova) → Листове
19. Горопашник → Новоселівка
20. Гортенштадт → Журавлі
21. Джабаги (крим. Cabağı) → Любимівка
22. Джабач (крим. Cabaç) → Петрівка
23. Джага-Кущу (крим. Cağa Quşçu) → Охотникове
24. Дорткул (крим. Dörtkül) → Роздолля
25. Ельзас → Лазурне
26. Ескі-Джабач (крим. Eski Cabaç) → Лук'янівка
27. Ескі-Карагурт (крим. Eski Qarağurt) → Долинка
28. Ескі-Лез, Старий Лез (крим. Eski Lez) → Скворцове
29. Ібраїм-Бай (крим. İbraim Bay) → Жайворонки
30. Кадир-Бали (крим. Qadır Balı) → Київка
31. Калпе-Елі (крим. Qalpe Eli) → Гніздівка
32. Камишли (крим. Qamışlı) → Іванівка
33. Кара-Тобе (крим. Qara Töbe) → Прибережне
34. Карач і Скворцове → Скворцове
35. Кара-Чора (крим. Qara Çora) → Ключове
36. Котур (крим. Qotur) → Громовка
37. Кун-Тувган (крим. Kün Tuvğan) → Теплівка
38. Кучук-Актачи (крим. Küçük Aqtaçı) → Куликівка
39. Кучук-Бараш (крим. Küçük Baraş) → Баранівка
40. Кучук-Ток-Саба (крим. Küçük Toq Saba) → Рівне
41. Мавлуш (крим. Mavluş) → Випасне
42. Нова Доля → Волнисте
43. Октоберфельд (нім. Oktoberfeld) → Ярке
44. Сабанчи (крим. Sabançı) → Пахарі
45. Салтаба (крим. Saltaba) → Дальнє
46. Сая (крим. Saya) → Сизівка
47. Темеш (крим. Temeş) → Шовковичне
48. Темеш-Вакиф (крим. Temeş Vaqıf) → Яструбкове
49. Тешій (крим. Teşiy) → Крайнє
50. Топалівка → Низинне
51. Тузли (крим. Tuzlı) і Михайлівка → Михайловка
52. Тумен (крим. Tümen) → Овражне
53. Урчук (крим. Urçuq) → Лугове
54. Уч-Кую-Тархан (крим. Üç Quyu Tarhan) → Колодязне
55. Юкари-Джамін (крим. Yuqarı Camin) → Валентинове
56. Яни-Карагурт (крим. Yañı Qarağurt) → Митяєве
57. Яни-Котур (крим. Yañı Qotur) → Кар'єрне
58. Яни-Лез (крим. Yañı Lez) → Міжгірне
59. 41-а переселенська ділянка, Сакська курортна станція → Передове
60. населений пункт відділення радгоспу ВЦРПС → Овочеве
61. населений пункт 5-го відділення радгоспу Кримський → Давидівка
62. населений пункт 5-го окремого радгоспу "Кримський" → Ігорівка
63. населений пункт центральної садиби радгоспу Фрунзе → Фрунзе

## Сеїтлерський район
1. Сеїтлер (крим. Seyitler) → Нижньогірський
2. Аджи-Бешир (крим. Acı Beşir) → Присадове
3. Азізкой (крим. Azizköy) → Дем'янівка
4. Ай-Киш (крим. Ay Qış) → Родники
5. Алі-Кеч (крим. Ali Keç) → Охотське
6. Беш-Куртка (крим. Beş Qurtqa) → Тамбовка
7. Беш-Аран (крим. Beş Aran) → Сім'яне
8. Бій-Гази (крим. Biy Ğazı) → Кирсанівка
9. Бурнаш (крим. Burnaş) → Уварівка
10. Буюк-Ешкене (крим. Büyük Eşkene) → Кісточківка
11. Джага-Беш-Куртка (крим. Cağa Beş Qurtqa) та Іванівка → Іванівка
12. Джага-Кипчак (крим. Cağa Qıpçaq) → Лужки
13. Джайтамгали (крим. Caytamğalı) → Омелянівка
14. Джалаїр (крим. Calayır) → Яструбки
15. Джалаїр-Чоти (крим. Calayır Çotı) → Стрепетове
16. Дорте (крим. Dörte) → Заріччя
17. Дорте (крим. Dörte) і Уруснинкі-Кипчак (крим. Urusnıñki Qıpçaq) → Ліхачове
18. Казанки-Вакиф (крим. Qazanki Vaqıf) → Сінокісне
19. Казан-Пір (крим. Qazan Pir) → Садове
20. Кизил-Корпе (крим. Qızıl Körpe) → Цвітуще
21. Кипчак (крим. Qıpçaq) → Верещагіне
22. Кипчак (крим. Qıpçaq) → Кринички
23. Корпе-Вакиф (крим. Körpe Vaqıf) → Водне
24. Кучук-Ешкене (крим. Küçük Eşkene) → Сєрове
25. Малий Матіс і Великий Матіс → Дрофине
26. Мін-Джабу (крим. Miñ Cabu) → Миніно
27. Немсе-Таймаз (крим. Nemse Taymaz) → Аксакове
28. Ногайли-Ахмат (крим. Noğaylı Ahmat) → Червоне
29. Рус-Бій-Гази (крим. Rus Biy Ğazı) і Карпівка → Дворіччя
30. Сеїтлер-Вакиф (крим. Seyitler Vaqıf) → Розливи
31. Семекиш і Якимівка → Якимівка
32. Сеткін (крим. Setkin) → Буревісник
33. Табун-Адаргин (крим. Tabun Adarğın) → Дроздівка
34. Таймаз (крим. Taymaz) → Трудолюбівка
35. Тамак (крим. Tamaq) → Ізобільне
36. Томак → Кулички
37. Томак → Садоводи
38. Челебілер (крим. Çelebiler) → Плодове
39. Чоти (крим. Çotı) → Жемчужина
40. Чуча-Вакиф (крим. Çuça Vaqıf) → Лінійне
41. Шибан, Джага-Кипчак (крим. Cağa Qıpçaq) → Лужки
42. Щасливцеве → Зелене
43. Яни-Чембай (крим. Yañı Çembay) → Корінне
44. переселенська ділянка №15 → Ломоносове

## Сімферопольський район
1. Агач-Елі (крим. Ağaç Eli) → Завітне
2. Аджи-Ібрам (крим. Acı İbram) → Ключі
3. Азат (крим. Azat) → Сторожеве
4. Актачи-Кият (крим. Aqtaçı Qıyat) → Білоглинка
5. Алікой (крим. Aliköy) → Ближнє
6. Ана-Елі (крим. Ana Eli) → Загірське
7. Ангара (крим. Anğara) → Перевальне
8. Аратук (крим. Aratuq) → Клинівка
9. Атман (крим. Atman) → Веселе
10. Бавурчи (крим. Bavurçı) → Кам'янка
11. Бадана (крим. Badana) → Перове
12. Барак-Елі (крим. Baraq Eli) → Бараки
13. Бекі-Елі (крим. Beki Eli) → Живописне
14. Бешуй (крим. Beşüy) → Дров'янка
15. Бітак (крим. Bitaq) → Пригородне
16. Болград → Белград
17. Бор-Чокрак (крим. Bor Çoqraq) → Заводське
18. Ботке (крим. Bötke) → Дубки
19. Ботке (крим. Bötke) → Балки
20. Булганак-Бадрак (крим. Bulğanaq Badraq) → Пожарське
21. Бура (крим. Bura) → Лазарівка
22. Буюк-Янкой (крим. Büyük Yanköy) → Мраморне
23. Вейрат (крим. Veyrat) → Новоіванівка
24. Джабанак (крим. Cabanaq) → Кубанське
25. Джалман (крим. Colman) → Піонерське
26. Джанатай (крим. Cañatay) → Іванівка
27. Джафер-Берді (крим. Cafer Berdi) → Дружне
28. Джолманчик (крим. Colmançıq) → Дєтске
29. Екі-Таш (крим. Eki Taş) → Двокам'янка
30. Ескандер (крим. Eskender) → Ковильне
31. Ескі-Абдал (крим. Eski Abdal) → Загороднє
32. Ескі-Орда, Стара Орда (крим. Eski Orda) → Лозове
33. Ескі-Сарай (крим. Eski Saray) → Монетне
34. Камбар (крим. Qambar) → Степове
35. Камиш-Кора (крим. Qamış Qora) → Комишеве
36. Кара-Кият (крим. Qara Qıyat) → Фруктове
37. Кара-Кият (крим. Qara Qıyat) → Замостя
38. Карач (крим. Qaraç) → Трудолюбове
39. Карача-Кангил (крим. Qaraça Qañğıl) → Красна Зорька
40. Карт-Мишик (крим. Qart Mışıq) → Широке
41. Келдіяр (крим. Keldiyar) → Любимівка
42. Кизил-Коба (крим. Qızıl Qoba) → Краснопечерне
43. Кил-Бурун (крим. Qıl Burun) → Гірки
44. Кічкене (крим. Kiçkene) → Маленьке
45. Кояш (крим. Qoyaş) → Водне
46. Кулумбет-Елі (крим. Qulumbet Eli) → Сонячне
47. Кульчук (крим. Qulçuq) і Джебанак Руський → Родникове
48. Курлук-Сув (крим. Kürlük Suv) → Полянка
49. Курчи (крим. Qurçı) → Українка
50. Мамак (крим. Mamaq) → Строгонівка
51. Мамут-Султан (крим. Mamut Sultan) → Добре
52. Мінлерчик (крим. Miñlerçik) → Журавлівка
53. Молла-Елі (крим. Molla Eli) → Комишинка
54. Муса-Аджи-Елі (крим. Musa Acı Eli) → Свердлове
55. Нор-Ґянґ (вірм. նոր կյանք) → Колонка
56. Пайляри → Заповідне
57. Рус-Сарабуз (крим. Rus Sarabuz) → Солов'ївка
58. Сабла (крим. Sabla) → Партизанське
59. Сарабуз (крим. Sarabuz) і Гвардійське → Гвардійське
60. Сарайли-Кият (крим. Saraylı Qıyat) → Каховське
61. Сейманларкой (крим. Seymanlarköy) → Новозбур'ївка
62. Спат, Сарабуз (крим. Sarabuz) → Гвардійське
63. Суїн-Аджи (крим. Suin Acı) → Денисівка
64. Тавел (крим. Tavel) → Краснолісся
65. Тавельчук → Краснолісенська Казарма
66. Тавшан-Базар (крим. Tavşan Bazar) → Привільне
67. Такил (крим. Taqıl) → Аркадіївка
68. Татар-Сарабуз (крим. Tatar Sarabuz) → Кадрове
69. Тахта-Джамі (крим. Tahta Cami) → Андрусове
70. Теґеш (крим. Tegeş) → Іскра
71. Темір-Ага (крим. Temir Ağa) → Совхозне
72. Темір-Кой-Аратук (крим. Temir Köy Aratuq) → Майське
73. Терек-Елі (крим. Terek Eli) → Трипрудне
74. Терен-Аїр (крим. Teren Ayır) → Глибоке
75. Терс-Конди (крим. Ters Qondı) → Полярник
76. Тірке (крим. Tirke) → Чайковське
77. Тірке (крим. Tirke) → Сінне
78. Тобе-Чокрак (крим. Töbe Çoqraq) → Ставки
79. Тотайкой (крим. Totayköy) → Ферсманове
80. Улу-Чокрак (крим. Ulu Çoqraq) → Курганне
81. Чавке (крим. Çavke) → Сорокіне
82. Чешмеджи (крим. Çeşmeci) → Тепле
83. Чоюнчи (крим. Çoyunçı) → Брусилове
84. Чуйке (крим. Çüyke) → Чайкине
85. Чукур-Елі і Нижній Сеймон-Ларкой → Юр'ївка
86. Чукурча (крим. Çuqurça) → Лугове
87. Чумак-Кари (крим. Çumaq Qarı) → Обрив
88. Шонук (крим. Şonuq) → Роздольне
89. Шумхай (крим. Şumhay) → Зарічне
90. Юкари-Сабла (крим. Yuqarı Sabla) → Верхні Партизани
91. Ягмурча (крим. Yağmurça) → Фонтани
92. Яни-Абдал (крим. Yañı Abdal) → Біле
93. Яни-Кулчук (крим. Yañı Qulçuq) → Зольне
94. Яни-Сарабуз, Новий Сарабуз (крим. Yañı Sarabuz) → Лєнське
95. населений пункт колгоспу "Перша кримська комуна" → Мокроусово
96. населений пункт на південний-схід від села Кубанське → Ушакове

## Старокримський район
1. Коктебель (крим. Köktöbel) → Планерське (в 1991 році повернено оригінальну назву[14])
2. Акмелез (крим. Aqmelez) → Ключове
3. Акчора-Вакиф (крим. Aqçora Vaqıf) → Зеленогірське
4. Барак-Кол (крим. Baraq Köl) → Нанікове
5. Боран-Елі (крим. Boran Eli) → Каштани
6. Булганак (крим. Bulğanaq) → Добролюбовка
7. Булгар-Круґлік, Круглик Болгарський (крим. Bulğar Kruglik) → Матросівка
8. Бурундик (крим. Burundıq) → Суслове
9. Джума-Елі (крим. Cuma Eli) → Привітне
10. Есен-Елі (крим. Esen Eli) → Бабенкове
11. Ішун (крим. İşün) → Малі Пруди
12. Камишлик (крим. Qamışlıq) → Опитне
13. Каписталик (крим. Qapıstalıq) → Садове
14. Караґоз (крим. Qaragöz) → Гончарівка
15. Каска-Чокрак (крим. Qaşqa Çoqraq) → Відважне
16. Кишлав (крим. Qışlav) → Курське
17. Колонія Болгарська → Красне Село
18. Кринички Болгарські та Кринички Грецькі → Кринички
19. Муратча-Сарай (крим. Muratşa Saray) → Донське
20. Найман (крим. Nayman) → Абрикосівка
21. Османчик (крим. Osmançıq) → Холодівка
22. Отеміш-Елі (крим. Ötemiş Eli) → Гоголівка
23. Ромаш-Елі (крим. Romaş Eli) → Романівка
24. Сув-Баш (крим. Suv Baş) → Золотий Ключ
25. Сувук-Сала (крим. Suvuq Sala) → Грушівка
26. Топлу (крим. Toplu) → Тополівка
27. Топлу Верхні → Мічуріне
28. Тувуш-Акчора (крим. Tuvuş Aqçora) → Долинне
29. Цюрихталь (нім. Zürichtahl), до 1805 Джайлав-Сарай (крим. Caylav Saray) → Золоте Поле
30. Челебі-Елі (крим. Çelebi Eli) → Яструбки
31. Шейх-Мамай (крим. Şeyh Mamay) → Айвазовське
32. Юнан-Джанкой (крим. Yunan Canköy) → Світле
33. Яни-Карабай (крим. Yañı Qarabay) → Відродження
34. Яни-Шах-Мирза (крим. Yañı Şah Mırza) → Калинівка

## Судацький район
1. Ай-Серез (крим. Ay Serez) → Міжріччя
2. Арпат (крим. Arpat) → Зеленогір'я
3. Ел-Бузлу (крим. El Buzlu) → Перевалівка
4. Капсіхор (крим. Qapsihor) → Морське
5. Коз (крим. Qoz) → Лагерне, не пізніше 1968 → Сонячна Долина
6. Кутлак (крим. Qutlaq) → Веселе
7. Отуз (крим. Otuz) → Щебетовка
8. Тарак-Таш (крим. Taraq Taş) → Дачне
9. Тельмана → Новий Світ
10. Токлук (крим. Toqluq) → Багатівка
11. Шелен (крим. Şelen) → Громівка

## Тельманський район
1. Адаргин (крим. Adarğın) → Мускатне
2. Алгази-Конрат (крим. Alğazı Qoñrat) → Побєдине
3. Александрівка 4 → Пугачове
4. Антонівка Вірменська → Нижня Антонівка
5. Антонівка Російська → Верхня Антонівка
6. Башлича (крим. Başlıça) → Трудове
7. Бек-Болатчи (крим. Bek Bolatçı) → Якимівка
8. Бек-Кази (крим. Bek Qazı) → Рубинівка
9. Берлік (крим. Berlik) → Знам'янка
10. Борангар (крим. Boranğar) → Костянтинівка
11. Борлак (крим. Borlaq) → Краснодольне
12. Бурчи (крим. Burçı) → Полюшкіне
13. Бурчи-Кондаракі (крим. Burçı Kondaraki) → Колпине
14. Буюк-Карджав (крим. Büyük Qarcav) → Чкалове
15. Венера → Відрадне
16. Джав-Бору (крим. Cav Börü) → Тихомировка
17. Джага-Баши (крим. Cağa Başı) → Лисички
18. Джага-Челебі (крим. Cağa Çelebi) → Разіне
19. Джан-Болди (крим. Can Boldı) → Нахідка
20. Джан-Болди-Якиф (крим. Can Boldı Vaqıf) → Слов'янка
21. Джангара (крим. Canğara) → Видне
22. Джани-Кесек (крим. Cañı Kesek) → Тимашівка
23. Джанкой Німецький → Ближньогородське
24. Джар-Кую (крим. Car Quyu) → Сєрноводське
25. Еґре-Елі (крим. Egre Eli) → Молочне
26. Ескі-Баявут (крим. Eski Bayavut) → Миронівка
27. Ішун (крим. İşün) → Удачна
28. Йоганнесфельд (нім. Johannesfeld) → Македонівка
29. Кадир-Аджи (крим. Qadır Acı) → Мале
30. Калініндорф (нім. Kalinindorf) → Калініне
31. Каравул-Джангара (крим. Qaravul Canğara) → Карпівка
32. Карасан (крим. Qara Asan) → Рівне
33. Кара-Чакмак (крим. Qara Çaqmaq) → Брусилове
34. Карджав-Вакиф (крим. Qarcav Vaqıf) → Чижівка
35. Кендже (крим. Kence) → Миролюбівка
36. Кендже-Ташли-Конрат (крим. Kence Taşlı Qoñrat) → Бутівка
37. Кодагай (крим. Qodağay) → Вишняківка
38. Коджангул (крим. Qocanğul) → Вавилове
39. Коктеїн (крим. Kökteyin) → Плодородне
40. Кокчора-Кият (крим. Kökçora Qıyat) → Ближнє
41. Кул-Оба (крим. Kül Oba) → Невське
42. Курман, Курман-Кемельчи (крим. Qurman) → Красногвардійське
43. Куру-Джигла-Шейх-Елі (крим. Quru Cılğa Şeyh Eli) → Красне
44. Маре (крим. Mare) → Мар'янівка
45. Мирзалар-Кемелчі (крим. Mırzalar Kemelçi) → Щербакове
46. Мішен (крим. Mişen) → Нахімове
47. Муса-Бій-Адаргин (крим. Musa Biy Adarğın) → Студене
48. Найдорф → Миколаєве
49. Немсе-Ішун (крим. Nemse İşün) → Ковильне
50. Немсе-Карагут, Каракурт Німецький (крим. Nemse Qaranğut) → Арбузівка
51. Новокарлівка → Єгорівка
52. Нойгофнунґсталь (нім. Neuhofnungstahl) → Володимирове
53. Ной-Лібенталь (нім. Neu Liebentahl) → Новодолинка
54. Нойшпроцунґ (нім. Neusprotzung) → Чапаєве
55. Ойфленбург → Зоря
56. Ротендорф (нім. Rotendorf) → Климове
57. Рус-Карангут, Карангут Російський (крим. Rus Qaranğut) → Тімірязєве
58. Самав (крим. Samav) → Ізвесткове
59. Султан-Базар (крим. Sultan Bazar) → Мостова
60. Татар-Аксуру-Конрат (крим. Tatar Aqsürü Qoñrat) → Кондратьєво
61. Таш-Казган-Конрат (крим. Taş Qazğan Qoñrat) → Кар'єрне
62. Ташли-Даїр (крим. Taşlı Dayır) → Янтарне
63. Ташли-Кипчак (крим. Taşlı Qıpçaq) → Клепиніне
64. Ташли-Конрат (крим. Taşlı Qoñrat) → Красноармійське
65. Ташли-Шейх-Елі (крим. Taşlı Şeyh Eli) → Бесєдіне
66. Темір (крим. Temir) → Яструбівка
67. Тереклі-Ішун (крим. Terekli İşün) → Анастасьєве
68. Фрайдоф (крим. Freidorf) → Новосільці
69. Фрайлебен (нім. Freileben) → Вільне
70. Царевкичі → Пушкіне
71. Чакмак (крим. Çaqmaq) → Кремнівка
72. Чалбаш (крим. Çalbaş) → Доходне
73. Якуб (крим. Yaqub) → Зернове
74. Яни-Баявут (крим. Yañı Bayavut) → Проточне
75. населений пункт 2-го відділення радгоспу "Більшовик" → Новомикільське
76. населений пункт 3-го відділення радгоспу "Більшовик" → Некрасове
77. населений пункт на північ від села Красногвардійське → Петрівка
78. населений пункт радгоспу "Більшовик" → Новокатеринівка

## Фрайдорфський район
1. Фрайдорф (нім. Freidorf) → Новоселівське
2. Агай (крим. Ağay) → Чехове
3. Аджи-Атман (крим. Acı Atman) → Рівне
4. Айдар (крим. Aydar) → Багата
5. Ак-Куву-Бітак (крим. Aq Quyu Bitaq) → Тюльпанівка
6. Актачи-Кабан (крим. Aqtaçı Qaban) → Вільне
7. Алти-Пармак (крим. Altı Parmaq) → Паніне
8. Асан-Аджи (крим. Asan Acı) → Журавлівка
9. Боз (крим. Boz) → Тихонівка
10. Боз-Оглу-Монтанай (крим. Boz Oğlu Montanay) → Виноградове
11. Бораган (крим. Borağan) → Овражне
12. Боташ (крим. Botaş) → Чапаєве
13. Бузав-Актачи (крим. Buzav Aqtaçı) → Урожайне
14. Бузул-Джанкой (крим. Buzul Canköy) → Наумівка
15. Булгак (крим. Bulğaq) → Іллінка
16. Буюк-Боз-Оглу (крим. Büyük Boz Oğlu) → Вітрівка
17. Буюк-Бузлав (крим. Büyük Buzav) → Сусаніне
18. Буюк-Кабан (крим. Büyük Qaban) → Просторне
19. Джелял (крим. Celâl) → Сєверне
20. Дуван (крим. Duvan) → Лушине
21. Ел-Ток (крим. El Toq) → Никифорівка
22. Ескі-Алі-Кеч (крим. Eski Ali Keç) → Олексіївка
23. Ескі-Бурнак, Старий Бурнак (крим. Eski Burnaq) → Селезнівка
24. Ескі-Яшлав, Старий Яшлав (крим. Eski Yaşlav) → Володине
25. Ілґері-Монтанай (крим. İlgeri Montanay) → Веселе
26. Кадыш (крим. Qadış) → Воронки
27. Каймачи (крим. Qaymaçı) → Ковалівка
28. Кара-Чора-Молла (крим. Qara Çora Molla) → Шалаші
29. Кари (крим. Qarı) → Єлизаветове
30. Коджалак (крим. Qocalaq) → Красноармійське
31. Коджамбак (крим. Qocambaq) → Октябрське
32. Кокей (крим. Kökey) → Іллінка
33. Курувли (крим. Quruvlı) → Стовпова
34. Кучук-Кабан (крим. Küçük Qaban) → Совєтське
35. Мирзали-Бітак (крим. Mırzalı Bitaq) → Василькове
36. Мунус (крим. Munus) → Рогове
37. Найбрянск → Брянська
38. Найн-Бронт → Відкрите
39. Немсе-Озбек, Узбек Німецький (крим. Nemse Özbek) → Федотівка
40. Октябрьдорф, Мунус (крим. Munus) → Серебрянка
41. Онфранґ → Соколи
42. Отеш (крим. Öteş) → Вогневе
43. Перецфельд → Зимине
44. Рас-Болатчи (крим. Ras Bolatçı) → Зубівка
45. Ротендорф → Краснівка
46. Рус-Кир-Актачи (крим. Rus Qır Aqtaçı) → Дар'ївка
47. Сарибаш (крим. Sarıbaş) → Таніне (в 1990-их повернено оригінальну назву)
48. Седжевут (крим. Secevüt) → Солдатське
49. Такил (крим. Taqıl) → Тарасівка
50. Татар-Мунус (крим. Tatar Munus) → Маринівка
51. Татар-Озбек, Узбек Татарський (крим. Tatar Özbek) → Лебедине
52. Теґеш (крим. Tegeş) → Кольцове
53. Телеш (крим. Teleş) → Приютне
54. Темір-Болат (крим. Temir Bolat) → Железнівка
55. Тогайли (крим. Toğaylı) → Кормове
56. Улан-Елі (крим. Ulan Eli) → Панфіловка
57. Фрайдорф → Маївка
58. Фрілінґ → Миколаївка
59. Чинке (крим. Çinke) → Куликове
60. Чотай (крим. Çotay) → Яковлеве

## Ялтинський район
1. Ай-Васил (крим. Ay Vasıl) → Василівка
2. Ай-Даніл (крим. Ay Danil) → Данилівка
3. Аутка (крим. Autka) → Чехове
4. Деґірменкой (крим. Degirmenköy) → Запрудне
5. Дерекой (крим. Dereköy) → Ущельне
6. Кікінеїз (крим. Kikineiz) → Оползневе
7. Кизилташ (крим. Qızıltaş) → Краснокам'янка
8. Куркулет (крим. Kürkület) → Підгірне
9. Кучуккой (крим. Küçükköy)  → Бекетове
10. Кучуккой (крим. Küçükköy) → Пушкіне
11. Лімена (крим. Limena) → Голуба Затока
12. Мухалатка (крим. Muhalatka) → Снитовське
13. Мшатка (крим. Mşatka) → Южне
14. Партеніт (крим. Partenit) → Фрунзенське (в 1991 році повернено оригінальну назву)
15. Суук-Су (крим. Suuk Su) → Піонерське
16. Чукурлар (крим. Çukurlar) → Айвазовська

## Документи
- Указ Президиума ВС РСФСР от 14 декабря 1944 года «О переименовании районов и районных центров Крымской АССР».
- Указ Президиума ВС РСФСР от 21 августа 1945 года «О переименовании сельских Советов и населённых пунктов Крымской области».
- Указ Президиума ВС РСФСР от 18 мая 1948 года «О переименовании населённых пунктов Крымской области».